# Joseph S. Ammerman

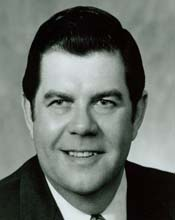
Joseph S. Ammerman

Joseph Scofield Ammerman (* 14. Juli 1924 in Curwensville, Clearfield County, Pennsylvania; † 14. Oktober 1993 ebenda) war ein US-amerikanischer Jurist und Politiker. Zwischen 1977 und 1979 vertrat er den Bundesstaat Pennsylvania im US-Repräsentantenhaus.

## Werdegang
Joseph Ammerman besuchte bis 1942 die Curwensville High School. Zwischen 1943 und 1946 diente er während des Zweiten Weltkrieges in der US Army. Danach setzte er seine Ausbildung bis 1950 am Dickinson College in Carlisle fort, wo er unter anderem Jura studierte. Nach seiner Zulassung als Rechtsanwalt begann er in diesem Beruf zu arbeiten. Außerdem stieg er in das Bankgewerbe ein und wurde Präsident einer Bank. Zwischen 1954 und 1961 war er Bezirksstaatsanwalt im Clearfield County; von 1961 bis 1963 fungierte er als Bundesstaatsanwalt für den westlichen Distrikt von Pennsylvania. Gleichzeitig schlug er als Mitglied der Demokratischen Partei eine politische Laufbahn ein. Im Juli 1952 nahm er als Delegierter an der Democratic National Convention in Chicago teil; von 1970 bis 1977 gehörte er dem Senat von Pennsylvania an.
Bei den Kongresswahlen des Jahres 1976 wurde Ammerman im 23. Wahlbezirk seines Staates in das US-Repräsentantenhaus in Washington, D.C. gewählt, wo er am 3. Januar 1977 die Nachfolge des Republikaners Albert W. Johnson antrat. Da er im Jahr 1978 nicht bestätigt wurde, konnte er bis zum 3. Januar 1979 nur eine Legislaturperiode im Kongress absolvieren. Zwischen 1986 und 1993 war Ammerman Richter am Berufungsgericht im Clearfield County. Er starb am 14. Oktober 1993 in seinem Heimatort Curwensville.